# ライヴ・エラ '87〜'93
ライヴ・エラ '87～'93（Live Era: '87-'93）は、ガンズ・アンド・ローゼズのライヴ・アルバム。

## 解説
- 全米ビルボードチャート45位。
- 当時の新曲「Oh My God」と同時期に発売された、初のオフィシャル・ライヴ・アルバム。世界中で行ったライブを繋ぎ合わせて作った、2枚組み仕様。
- 「It's Alright」はブラック・サバスのアルバム『テクニカル・エクスタシー』（1976年）収録曲のカバー。

## 収録曲
- Disc 1

1. ナイトレイン "Nightrain"
2. ミスター・ブラウンストーン "Mr. Brownstone"
3. イッツ・ソー・イージー "It's So Easy"
4. ウェルカム・トゥ・ザ・ジャングル "Welcome to the Jungle"
5. ダスト・アンド・ボーンズ "Dust N' Bones"
6. マイ・ミシェル "My Michelle"
7. ユー・アー・クレイジー "You're Crazy"
8. ユースト・トゥ・ラヴ・ハー "Used to Love Her"
9. ペイシェンス "Patience"
10. イッツ・オールライト "It's Alright"
11. ノーヴェンバー・レイン "November Rain"
12. コーマ "Coma" - 日本盤CD・4枚組LPボーナストラック

- Disc 2

1. アウト・タ・ゲット・ミー "Out ta Get Me"
2. プリティ・タイド・アップ "Pretty Tied Up"
3. イエスタデイズ "Yesterdays"
4. ムーヴ・トゥ・ザ・シティ "Move to the City"
5. ユー・クッド・ビー・マイン "You Could Be Mine"
6. ロケット・クイーン "Rocket Queen"
7. スウィート・チャイルド・オブ・マイン "Sweet Child o' Mine"
8. ノッキン・オン・ヘヴンズ・ドア "Knockin' on Heaven's Door"
9. ドント・クライ "Don't Cry (Original)"
10. イストレインジド "Estranged"
11. パラダイス・シティ "Paradise City"